# Georg Eugen Albrecht
Pour les articles homonymes, voir Albrecht.
Georg Eugen Albrecht, né le 12 août 1855 à Wehlau en province de Prusse et décédé à l'âge de 51 ans le 24 octobre 1906, est un missionnaire protestant allemand.

## Biographie
Après avoir étudié la pédagogie à Berlin, Breslau et Ulm, il obtient son diplôme en 1874. Il part ensuite étudié la théologie  au Oberlin College dans l'Ohio où il obtient son diplôme en 1882. Il y obtient également le degré de docteur en théologie en 1900. Il devient ensuite missionnaire pour la mission américaine du Japon après avoir été pasteur dans l'Iowa. Il arrive au Japon en juillet 1887 avec sa femme et commence par enseigner l'anglais à Niigata en plus de son travail de missionnaire. En 1889, il est envoyé à Kyoto pour enseigner la théologie à l'université Dōshisha. Il travaille à Maebashi de 1897 à 1899 et de nouveau à l'université Dōshisha à partir de 1900. En juillet 1904, il retourne aux États-Unis et devient missionnaire en Idaho.